# Каталония
Катало́ния (исп. Cataluña, кат. Catalunya, окс. Catalonha) — автономное сообщество (кат. Comunitat Autònoma) Испании, расположенное на северо-востоке Пиренейского полуострова, между средиземноморским побережьем и Пиренеями. Является частью историко-культурной области княжество Каталония. Официальное название — Автономное Сообщество Каталония (кат. Comunitat Autònoma de Catalunya, исп. Comunidad Autónoma de Cataluña, окс. Comunitat Autonòma de Catalonha).
Площадь — 32 114 км². Столицей автономного сообщества является город Барселона. Официальные языки — каталанский, испанский, окситанский (под названием аранский язык). В Каталонии проживает 7 512 381 человек.
Историческая область Каталония (кат. Principat de Catalunya) состоит из современной Каталонской автономной области в Испании и из департамента Восточные Пиренеи во Франции.
Кроме того, каталонцы считают частью исторической территории Каталонии прилегающие районы Франции, т. н. Северную Каталонию — Catalunya del Nord (каталан.), или Catalogne Nord (фр.). Радикальные каталонские политики пропагандируют употребление термина Каталония и в отношении так называемых «каталонских земель», то есть средиземноморских территорий, которые в Средневековье находились в сфере влияния Арагонского королевства, и население которых хотя бы частично говорит на каталанском языке.
Исторически имеющая сильную национальную (националистическую) идею каталонизма, Каталония в разное время ранее пыталась провозгласить свою независимость от Испании и к настоящему времени добилась автономии, наиболее широкой из всех подобных регионов европейских стран и официального статуса каталанского языка (наряду с баскским, галисийским и валенсийским).
В настоящее время часто говорится о стремлении этого региона стать независимым государством как о наиболее массовом и близком к реализации сепаратистском движении в Европе. 27 октября 2017 года власти автономии в одностороннем порядке провозгласили независимость от Испании и образование Каталонской Республики, что не было признано правительством Испании.

## Этимология
Этимология слова Каталония до конца не прояснена. В частности, существует версия, выводящая название региона из названий древних племён готов и аланов (Гот-Алания, Готланд, Готалуния, Готалония), осевших здесь после Великого переселения народов. Существует версия, что название произошло от имени французского рыцаря Otger Cathalon, который сражался с арабами и отнял часть территории, покорённой прежде ими, а также предполагается, что, как и Кастилия (исп. Castilla), название происходит от слова «за́мок» (кат. castell).

## География
На севере Пиренеи являются естественной границей Каталонии с Францией и Андоррой, на западе Каталония граничит с регионом Арагон, на юго-западе с Валенсией. Самые знаменитые горы Каталонии — Монсеррат, Педрафорка и Канигу.
Значимыми городами в Каталонии, кроме Барселоны, являются Таррагона, Льейда, Жирона, Манреса, Игуалада, Марторель, Террасса и Сабадель.
Длина побережья: 580 км. Побережье разнообразное и характеризуется многочисленными пляжами. В Каталонии расположены несколько значимых заповедников Испании, в основном на севере, а также Геопарк Центральной Каталонии, один из геопарков ЮНЕСКО.

### Гидрография
Почти вся Каталония относится к средиземноморскому бассейну. Сеть каталонской речной системы состоит из двух важных водоразделов — Эбро и внутренних бассейнов Каталонии, все они находятся в Средиземном море. Кроме того, есть бассейн реки, которая впадает в Атлантический океан, но охватывает только 1,73 % каталонской территории.
Речной бассейн сети можно разделить на два сектора: один из западного склона (Эбро) и один из восточного формата для рек, под которыми впадают в Средиземное море вдоль каталонского побережья. Первый обеспечивает в среднем 18 700 гм3 / год, в то время как второй обеспечивает только в среднем 2020 гм3 / год. Разница обусловлена большим вкладом реки Эбро, важным притоком которой является Сегре. В Каталонии есть, кроме того, относительное богатство подземных вод, хотя существует неравенство между комарками, учитывая геологическое строение комплекса территории. В Пиренеях есть много небольших прудов, оставшихся от ледниковой эпохи. Самый большой из них — Баньолес.
Каталонское побережье почти прямолинейно, протяженностью более 500 км и с небольшим количеством географических случайностей — наиболее актуальными являются кап-де-Креус и залив Роз на севере и дельта Эбро на юге. Там, где Прибрежная гряда погружена в море, она делает это двумя сегментами: один между л’Эстартит и городом Бланес (Коста-Брава), а другой, южнее, — побережьем Гаррафа

## Климат
Климат Каталонии разнообразен. Населенные пункты, расположенные на побережье в провинциях Таррагона, Барселона и Жирона, характеризуются средиземноморским климатом с жарким летом ( Köppen Csa ). Во внутренней части (включая провинцию Лерида и внутреннюю часть провинции Барселона) преобладает средиземноморский климат ( Köppen Csa ). Пиренейские пики имеют континентальный ( Köppen D ) или даже альпийский климат ( Köppen ET ) на самых высоких вершинах, в то время как долины имеют морской или океанический подтип климата ( Köppen Cfb ).
В районе Средиземноморья лето сухое и жаркое, с морскими бризами, а максимальная температура составляет около 26–31 °C (79–88 °F). Зима прохладная или слегка холодная в зависимости от местоположения. В Пиренеях часто идет снег, а иногда и на более низких высотах, даже у береговой линии. Весна и осень, как правило, самые дождливые сезоны, за исключением долин Пиренеев, где лето обычно ненастное.
Летом во внутренней части Каталонии жарче и суше. Температура может достигать 35 °C (95 °F), а в некоторые дни даже 40 °C (104 °F). Ночи там прохладнее, чем на побережье, с температурой около 14–17 °C (57–63 °F). Туман не редкость в долинах и на равнинах; он может быть особенно устойчивым, с эпизодами замерзающей мороси и отрицательными температурами зимой, в основном в долинах Эбро и Сегре и на равнине Вик .

## История
Первыми жителями сегодняшней Каталонии были иберы, осевшие на побережье в районе сегодняшней Барселоны и Матаро.
Примерно в 600 году до н. э. на каталонском побережье появляются греки и создают своё поселение Эмпорион, сегодняшний Эмпурьес.
В III веке до н. э. в Каталонию проникают карфагеняне. Во время первой Пунической войны происходит столкновение между ними и римлянами, которые в 217 году до н. э. вторгаются в северо-восточную Испанию.
По условиям мирного договора, заключённого в 197 году до н. э., карфагеняне были вынуждены отказаться от своих испанских владений. Римляне основали провинцию Ближняя Испания с административным центром в городе Таррако (Таррагона). Под господством римлян провинция расцветает, особенный подъём переживает Таррагона и Барселона, именуемая Юлия Августа Фавенция Патерна Барцино.
В 414 году вестготы завоёвывают северную Испанию, а в 476 году и Барселону, которую они делают столицей своего государства Готалония. Многие историки предполагают, что от этого названия и произошло слово «Каталония».
В 429 году вандалы во главе с королём Гейзерихом покидают Испанию и переправляются с Пиренейского полуострова в Северную Африку.
В 711 году мавры вторгаются в Испанию с севера Африки, а вскоре захватывают и Каталонию. В 713 году под их натиском пала Барселона.
В VIII—IX веках в период правления Людовика Благочестивого Каролинги вытесняют мавров из Каталонии. Король Вильфрид объединяет франкские пограничные области с испанскими землями в Испанскую марку, разделённую на 9 графств. Наибольшим могуществом отличалось графство Барселона.
В последней завоевательной войне мавры, возглавляемые Аль-Мансуром, в 985 году доходят до Барселоны. Однако в 988 году полуразрушенный город без помощи франков снова становится свободным, и Боррель II провозглашает независимость своего графства. Этот год празднуется как год рождения Каталонии.
В XII веке, в результате брачного союза между наследниками династий графов Барселоны и королей Арагона графство вошло в состав Королевства Арагон, превратившегося в Средние века в могущественную морскую и торговую державу. Политическая и юридическая независимость каталано-арагонской Короны сохранилась до 1714 года — года восшествия на престол испанского короля Филиппа V.
В 1871 году Каталония пытается отделиться от Испании, однако после переговоров остаётся в составе Испанского Королевства.
В 1930-х годах парламент Каталонии пытался провозгласить независимость, однако эти попытки были признаны республиканским правительством незаконными и зачинщики сепаратного процесса были арестованы как изменники. В ходе разразившейся в 1936 году гражданской войны националистическое правительство Каталонии было вынуждено объединиться с центральным республиканским правительством в противостоянии диктатуре Франко, одержавшей в дальнейшем победу. Репрессии против каталонцев во времена режима Франко значительно способствовали популяризации движения каталонского сепаратизма.
В националистических кругах Каталонии много говорится о стремлении этой автономной области стать независимым государством как о наиболее массовом и близком к реализации сепаратистском движении в Европе. Так утверждается, что это связано с культурными и языковыми причинами каталонизма, так же, как и с экономическими (в том числе в ходе кризиса испанской экономики в начале 2010-х). Говорится, что каталонцев не устраивает то, что большая часть налогов, которые платит население, остаются не в самом регионе, а идут в центр. Если же посмотреть официальный баланс видно, что мадридская автономия вносит в бюджет в два раза больше денег, однако это не приводит к появлению там попыток отделиться от Испании.
В 1979 году Каталония получает автономный статус (основы самоуправления Каталонии письменно зафиксированы в «Положении об автономии»), за которым следует официальное признание каталанского языка. С этого момента Каталония имеет своё правительство (Женералитет), входящее в конституционную систему испанской монархии. Правительство с резиденцией в Барселоне считается преемником власти существовавших с 1359 года Кортесов — сословно-представительного собрания — и состоит из Парламента со 135 депутатами и Исполнительного совета. Президент Женералитета автономной области избирается Парламентом на 4 года.
В 2006 году в Каталонии был принят новый автономный статус с расширением финансовой самостоятельности.
В 2009—2010 годах прошли неофициальные опросы-референдумы о независимости Каталонии, на которых более 90 % голосовавших высказалось за независимость.
В сентябре 2012 года по всей Каталонии прошла массовая манифестация с участием более 1 миллиона человек под лозунгом «Каталония — новое государство Европы».
После прошедших 25 ноября 2012 года региональных выборов, по результатам которых абсолютное большинство в парламенте составили депутаты партий-сторонников независимости, 23 января 2013 года парламентом была провозглашёна Декларация о суверенитете («Каталония — суверенный политический и правовой субъект в составе Испании»), а 9 ноября 2014 года состоялся опрос граждан об отделении (от проведения референдума власти Каталонии тогда отказались).
Несмотря на противодействие испанских властей, 1 октября 2017 года правительство и муниципалитеты Каталонии в одностороннем порядке провели референдум о независимости, который ранее, в сентябре 2017 года, Конституционный суд Испании объявил незаконным. По объявленным результатам референдума, явка составила 43 %, около 90,18 % голосовавших каталонцев проголосовали за независимость от Испании.
После проведения референдума и провозглашения независимости Республики Каталония 27 октябре 2017 года, испанское правительство распустило Женералитет, отстранило его президента, Карлеса Пучдемона, и ввело прямое управление Каталонией из Мадрида, продолжавшееся до 2 июня 2018 года.

## Административно-территориальное деление
Каталония делится на 4 провинции (Барселона, Таррагона, Льейда, Жирона), которые, в свою очередь, делятся на 41 район (комарки).
| Провинция | Адм. центр | Население, чел. (2011) | Площадь, км² | Комарки | Кол-во муниципалитетов |
| --------- | ---------- | ---------------------- | ------------ | --- | ---------------------- |
| Барселона | Барселона  | 5 529 099              | 7733         | Альт-Пенедес, Анойя, Бажес, Баш-Льобрегат, Барселонес, Бергеда, Гарраф, Маресме, Мойянес, Осона, Вальес-Оксиденталь, Вальес-Орьенталь                       | 311                    |
| Таррагона | Таррагона  | 813 287                | 6303         | Альт-Камп, Баш-Камп, Баш-Пенедес, Баш-Эбре, Конка-де-Барбера, Монтсия, Приорат, Рибера-д’Эбре, Таррагонес, Терра-Альта                                      | 183                    |
| Льейда    | Льейда     | 443 032                | 12 150       | Альт-Уржель, Альта-Рибагорса, Баша-Серданья, Валь-д’Аран, Гарригес, Ногера, Пальярс-Собира, Пальярс-Хусса, Пла-д'Уржель, Сегарра, Сегрия, Сольсонес, Уржель | 231                    |
| Жирона    | Жирона     | 756 810                | 5910         | Альт-Эмпорда, Баш-Эмпорда, Баша-Серданья, Жиронес, Ла Гарроча, Осона, Пла-де-ла-Эстань, Рипольес, Сельва                                                    | 221                    |

## Население и языки
Население Каталонии насчитывает 7,5 миллиона человек. Около 35 % из них составляют этнические каталонцы, говорящие на каталанском языке и владеющие испанским как вторым. Большую часть остального населения (45 %) составляют испанцы — выходцы из Андалусии, Мурсии и Эстремадуры, переселившиеся в Каталонию преимущественно в последние десятилетия, а также их потомки 2-го и 3-го поколений. Высока также доля иностранцев, в основном из стран Латинской Америки, Африки и Восточной Европы (13,8 %).
Постепенно плотность населения Каталонии стала самой высокой в Испании — 225 человек на км² (2007), Барселона — 2000 человек на км².
Каталанский — это самостоятельный язык, принадлежащий к языкам романской группы. С кастильским, то есть испанским языком, он имеет много общего, но ближайшим его родственником является провансальский язык в Южной Франции. Первые документы на каталанском языке относятся к XII веку. На нём говорят жители Балеарских островов, автономной области Валенсия (его здесь называют валенсийским), в Южной Франции (Перпиньян), в так называемой Франжа (пограничные земли между Каталонией и Арагоном) и на части острова Сардиния (Альгер). Сегодня наряду с испанским он признан в Каталонии государственным. Преподавание в государственных школах и университетах официально ведётся на каталанском языке (т. н. «политика языкового погружения»). Названия населённых пунктов в основном каталанские.
Русский язык различает прилагательные «каталанский» (относящийся к каталанскому языку) и «каталонский» (относящийся к области Каталония) (см. также Каталанский диалект испанского языка).

## Политическая система

### Международные коды Каталонии
По системе ISO 3166-2 код Каталонии — «CT», по системе NUTS — «ES51», по системе FIPS PUB 10-4 — «SP56».

### Самоуправления
Органы местного самоуправления Каталонии: парламент, глава правительства, правительство и три органа контроля над их деятельностью: омбудсмен (кат. Síndic de Greuges), Консультационный Совет и Счётная палата (кат. Sindicatura de Comptes).
Президент женералитета Каталонии — Пере Арагонес. Глава Парламента — Торрен Рожер.

## Экономика
С точки зрения экономики Каталония относится к самым развитым районам Испании. Население Каталонии составляет около 16 % всего населения Испании, но производит 23 % валового национального продукта. ВВП Каталонии в 2005 году был 170,4 миллиарда долларов, ВВП на душу населения 24 858 долларов, что позволяет Каталонии занять 4-е место по доходам среди всех автономных сообществ в Испании. ВВП автономии равняется ВВП Финляндии и Дании и выше, чем у Ирландии, ВВП на душу населения почти такой же, как в Германии, и выше, чем в Греции и Португалии, уровень экспорта приближается к значениям Финляндии и превышает показатели Португалии. Экономический рост в Каталонии — 3,3 %. Это промышленный регион, где расположены такие отрасли как текстильная (около 80 % производственных мощностей которой сосредоточено в треугольнике между городами Барселона, Тарраса, Сабадель), химическая, фармацевтическая и автомобилестроительная промышленность. Главная отрасль хозяйства района, практически не имеющего полезных ископаемых, уже не сельское хозяйство, в нём занято лишь 2 % населения, а промышленность — 25 % трудоспособного населения, и сфера услуг — 64 % населения.

## Культура

### Изобразительное искусство
Среди каталонских художников мировым признанием пользуются Сальвадор Дали, Жоан Миро и Антони Тапиес. Крупнейшими художественными музеями являются театр-музей Дали в Фигерасе (Жирона), Фонды Антони Тапиеса и Жоана Миро (оба в Барселоне), так же как Национальный музей каталонского искусства и Барселонский музей современного искусства.

### Музыка
Наиболее известные каталонские композиторы — Исаак Альбенис, Энрик Гранадос, Фредерик Момпоу, Роберт Герхард. В мире известны такие музыканты как: виолончелист Пау Казальс, пианистка Алисия де Ларроча, музыкант и музыковед Жорди Савалль, сопрано Виктория де лос Анхелес и Монтсеррат Кабалье, тенор Хосе Каррерас.
Одна из наиболее известных каталонских народных песен «El cant dels ocells» («Песня птиц») приобрела большую международную известность в переложении Пау Казальса для виолончели.

### Архитектура
Крупнейшим архитектором Каталонии остаётся Антони Гауди.

### Популярная культура
Наряду с языком, более широкое распространение снова получают старые обычаи: здесь танцуют не фламенко, как в Андалусии, а сардану — спокойный хоровод, к которому могут присоединиться все желающие, знающие последовательность движений ног (подскоки и переступания), танец хота.
Почти в каждом городе есть праздник, посвящённый его святому покровителю.
Широко распространёна уникальная, характерная только для каталонцев, рождественская традиция поиска «какающего человечка» и поверье о том, что эта фигурка приносит успех в делах.

### Местные праздники
В Каталонии практически каждый город ежегодно отмечает праздник festa major — день своего святого-покровителя. Праздник, как правило, длится несколько дней, в течение которых организуются разнообразные состязания, устраиваются аттракционы для детей и ремесленные ярмарки, проводятся концерты и представления под открытым небом.
В последний вечер после торжественной речи мэра с главной площади по направлению к пляжу стартуют 2 группы участников праздника, одна из которых с горящими факелами и бенгальскими огнями преследует другую до самой воды («коррефок»). Обычно праздники festa major выпадают на период летнего сезона.
Традиционно во время праздников выступают команды кастельеров, выстраивающие высокие «человеческие замки» — кастели.
Ежегодно 11 сентября в память годовщины окончания осады Барселоны 1714 года отмечается Национальный день Каталонии (кат. Diada Nacional de Catalunya).

## Интернет
Каталония стала одной из первых автономий (в составе независимых государств), получивших свой домен в Интернете (.cat, с сентября 2005).

## В астрономии
В честь Каталонии назван астероид (1188) Готландия, открытый 30 сентября 1930 года испанским астрономом Жозепом Комасом Солой в обсерватории Фабра.